# Bridgewater-, Folkestone- und Shoreham-Klasse
Die ersten Neubauten von Einheiten für den Geleitdienst der Royal Navy nach dem Weltkrieg waren zwei Sloops der Bridgewater-Klasse, die 1928/29 bei Hawthorn, Leslie & Co. in Hebburn entstanden. Im Frieden sollten die Schiffe auf Auslandsstationen eingesetzt werden. Im Haushalt 1929 wurden noch vier weitere Sloops bestellt, die als Folkestone- oder auch Hastings-Klasse bezeichnet wurden. Von den ersten Bauten unterschieden sie sich im Buggeschütz, dessen Lafettierung nun den Einsatz zur Flugzeugabwehr ermöglichte. Dazu entstand noch die Sloop Hindustan 1929/30 bei Swan Hunter für die Royal Indian Navy, die den anderen Schiffen glich, aber wesentlich länger war.
Zwischen 1929 und 1933 entstanden dann für die Royal Navy noch Sloops der Shoreham-Klasse. Diese acht Schiffe wurden von den Staatswerften in Devonport und Chatham gefertigt und unterschieden sich von den Vorgängern durch einen längeren Rumpf.
Zwei weitere Sloops der kürzeren Ausführung baute 1931 bis 1933 Hawthorn Leslie für die Portugiesische Marine als Gonçalo Velho und Gonçalves Zarco, die in Portugal als Avisos II. Klasse eingestuft wurden. Mit drei 120-mm-Kanonen waren die Exportschiffe stärker bewaffnet als die bis dahin gelieferten britischen Neubauten.

## Geschichte derBridgewater-Klasse
Aus Mitteln des Navy-Haushalts für 1927 entstanden bei Hawthorn, Leslie & Company in Hebburn ab September 1927 die beiden ersten für den Geleitdienst konzipierten Sloops Bridgewater und Sandwich. Die 250 Fuß langen und 34 Fuß breiten Schiffe verdrängten 1045 t und waren mit ihren beiden Turbinensätzen von insgesamt 2000 PS Leistung bis zu 17 Knoten schnell. Der Treibstoffvorrat von 282 t ermöglichte den Sloops eine Reichweite von 4750 Seemeilen bei einer Marschgeschwindigkeit von 15 kn.

### Bewaffnung
Die Anfangsbewaffnung der beiden Sloops bestand aus zwei 102-mm-Mk.V-Geschützen. Dazu kamen zwei 47-mm-L/40-3pdr-Hotchkiss-Kanonen, eine mechanische Minensuchausrüstung und zwei Abwurfschienen für acht Wasserbomben. Noch vor dem Kriegsbeginn wurde auf beiden Schiffen die hintere 102-mm-Kanone so umgerüstet, dass sie auch zur Flugzeugabwehr eingesetzt werden konnte. Auch wurden die alten Dreipfünder durch zwei schwere 0.50-MG-Vierlinge von Vickers ersetzt.
Während des Krieges wurde die Bewaffnung der beiden in der Geleitzug-Sicherung eingesetzten Sloops verstärkt. Gleich nach dem Kriegsbeginn wurden zwei zusätzliche Wasserbomben-Werfer installiert und der Wasserbomben-Vorrat auf 40 erhöht. Dazu erhielten beide Sloops eine Asdic-Anlage zum Aufspüren von U-Booten. 1942 erhielten beide Schiffe eine zweite Abwurfschiene, zwei weitere Wasserbombenwerfer und der Wasserbomben-Vorrat stieg auf 80. Dazu wurde auf beiden Schiffen eine Radaranlage installiert. Bis zum Kriegsende wurden die Radar- und Sonar-Ausrüstung dann im Rahmen der routinemäßigen Instandsetzungen verbessert. Für den Kampf gegen U-Boote erhielten beide Einheiten der Klasse im Laufe des Jahres 1943 auch noch einen 24-rohrigen-Hedgehog-Werfer. Auch die Luftabwehrfähigkeit der beiden Sloops wurde verstärkt, in dem 1942 auf beiden Booten die beiden schweren Fla-MG-Vierlinge durch zwei 20-mm-L/70-Oerlikon-Maschinenkanonen ersetzt wurden und man 1943 noch zwei weitere Oerlikon-Kanonen installierte.

### Einsatz
Die beiden Sloops kamen 1929 in den Dienst der Royal Navy und kamen, obwohl für den Einsatz im Persischen Golf vorgesehen, zuerst auf der China Station zum Einsatz. Während die Sandwich dort bis zum Kriegsbeginn 1939 verblieb, verlegte die Bridgewater 1935 nach Südafrika.
Bridgewater wurde für ihre Dienste im Zweiten Weltkrieg mit den Battle Honours North Sea 1942 und Atlantic 1942/43 ausgezeichnet. Die gerade in der Heimat überholte Sloop wurde Anfang des Weltkriegs aus Simonstown und Freetown eingesetzt. Die Fahrten zu den notwendigen Überholungen in die Heimat führten auch zu Einsätzen in anderen Seegebieten und zum Erwerb der genannten Battle Honours. Nach der Überholung 1943 führte der Zustand der Sloops nach der erneuten Einfahrzeit die Abordnung zur 3rd Submarine Flotilla als Zielschiff, wo die Sloop bis zur Außerdienststellung im Juli 1945 verblieb. Nach Nutzung als stationäres Ziel wurde die Bridgewater im Mai 1947 zum Abbruch verkauft, der in Milford Haven erfolgte.
Das Schwesterschiff Sandwich war schon Anfang 1946 im Mittelmeer zum Abbruch verkauft worden. Die zuletzt in der zweiten Hälfte des Jahres 1938 in Hongkong überholte Sloop war im März 1939 dort wieder in Dienst gestellt worden. Nach ersten Einsätzen nach dem Kriegsausbruch vor der chinesischen Küste verlegte sie ab November 1939 in die Heimat, wo sie im Dezember mit dem Konvoi HG 11 eintraf. Für ihre folgenden Kriegseinsätze wurde das Schiff mit den Battle Honours Atlantic 1939 bis 1944 und North Africa 1942 ausgezeichnet. Anfangs zwischen Liverpool und Gibraltar eingesetzt, folgten ab Mitte 1940 Einsätze bis Freetown. Inzwischen der 45th Escort Group zugeteilt, konnte die Sandwich mit den Sloops Erne und Rochester am 31. Juli 1942 das deutsche U-Boot U 213 vom Typ VIID östlich der Azoren mit seiner gesamten Besatzung versenken. Anschließend wurde die Gruppe vor Nordafrika zur Sicherung der alliierten Landung eingesetzt. Eine routinemäßige Überholung in Bizerta und Gibraltar zeigte erhebliche Mängel an der Sandwich und die Sloop wurde in Bizerta aufgelegt. Ein Verkauf zur weiteren zivilen Nutzung scheiterte, sodass Anfang 1946 der Verkauf zum Abbruch erfolgte.
| Name        | Pennant | Werft                       | Kiellegung | Stapellauf | in Dienst  | Schicksal |
| ----------- | ------- | --------------------------- | ---------- | ---------- | ---------- | --- |
| Bridgewater | L/U 01  | Hawthorn, Leslie (BauN°555) | 6.02.1928  | 14.09.1928 | 18.03.929  | ab Februar 1944 kein aktiver Einsatz, Zielschiff, Juni 1945 außer Dienst, Mai 1947 zum Abbruch verkauft      |
| Sandwich    | L/U 12  | Hawthorn Leslie (BauN°556)  | 9.02.1928  | 28.09.1928 | 22.03.1929 | am 31. Juli 1942 an der Versenkung von U 213 beteiligt, Oktober 1944 außer Dienst, 1945 zum Abbruch verkauft |

## Geschichte derFolkestone-/Hastings-Klasse
Nach der Indienststellung der beiden Sloops der Bridgewater-Klasse erteilte die Royal Navy noch im gleichen Jahr Aufträge für vier weitere Sloops, die sich nur in kleinen Details von den Vorgängern unterschieden; wesentlich war die neue Lafette der vorderen 4-Zoll-Kanone, die den Einsatz gegen Flugzeuge erlaubte. Dazu konnten die neuen Sloops 30 Tonnen Treibstoff mehr fassen.
Im Krieg wurden diese Schiffe ähnlich wie die Vorgänger umbewaffnet. Die drei überlebenden Schiffe verfügten bei Kriegsende über zwei 4-Zoll-Flak, je zwei 20-mm-Oerlikon-Zwillings- und -Einzel-Kanonen und einen Vorrat von 90 Wasserbomben.

### Einsätze
Die vier neuen Sloops wurden zwischen Juni 1930 und Januar 1931 in den Dienst der Navy übernommen. Hastings wurde Ende 1930 zur East Indies Station an den Persischen Golf und dann in das Rote Meer verlegt. Ihr folgte im Januar 1931 das Schwesterschiff Penzance. Ende 1931 waren die Schwesterschiffe Scarborough in Bermuda auf der America & West Indies Station und Folkestone auf der China Station.

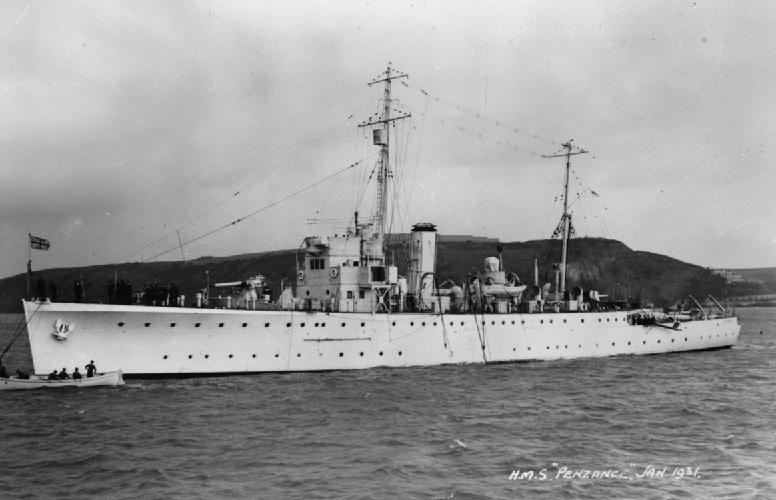
Die Penzance, der einzige Kriegsverlust der Klasse

Bis 1939 wechselten die Aufgaben der Schiffe, Penzance, seit Mitte 1939 in Bermuda stationiert, war bei Kriegsausbruch auf dem Weg nach Curaçao. Die Sloop blieb bis zum Frühjahr 1940 in der Karibik, sicherte im März 1940 Transporte zwischen Kanada und Bermuda und geleitete dann als einziges Sicherungsschiff den ersten Konvoi SC 1 von Kanada nach dem Großbritannien. Am 24. August 1940 wurde die Penzance 700 Seemeilen südwestlich von Island vom deutschen U-Boot U 37 bei 56° 16′ N, 27° 19′ W torpediert und zerbrach. Von den 104 Mann an Bord konnten nur 15 gerettet werden, von denen ein Mann kurz nach der Rettung starb. Das deutsche U-Boot versenkte am folgenden Tag auch den Frachter Blairmore mit sieben Geretteten, die auch diese Versenkung überlebten. Die Penzance wurde noch mit der Battle Honour Atlantic 1940 ausgezeichnet.
Das Schwesterschiff Hastings war durch eine Strandung am 11. Juni 1935 auf dem Shab Kutb Reef nahe Suakin erheblich beschädigt worden. Die damals auch im Roten Meer stationierte Penzance wurde in die Bergungsarbeiten eingebunden. Sie transportierte Material und Personal zum und vom Havaristen, bis das Schwesterschiff am 6. September mit Hilfe eines Schleppers abgebracht werden konnte. Mit nur einem 4-Zoll-Geschütz ausgerüstet diente die sechste Hastings nach diesem Unfall seit 1937 als Fischereischutzboot. Der Kriegsausbruch führte zur wieder zur vollständigen Bewaffnung des Schiffes und zum Einsatz als Geleitboot an der britischen Ostküste. Sie hatte im ersten Einsatzjahr keine Feindkontakte, war aber in zwei Kollisionen beteiligt. Es folgten Einsätze bei vielen Escort Groups. Die Hastings gehörte zu den Schiffen, die erstmals von der deutschen Luftwaffe in der Biskaya mit Hs 293-Gleitbomben angegriffen wurden. Sie suchte als Teil der 40th EG mit den Fregatten Exe, Moyola und Waveney der River-Klasse sowie den Sloops HMS Landguard (Y56) ex USCGC Shoshone und Bideford der Shoreham-Klasse im Seegebiet vor Kap Finisterre und Kap Ortegal deutsche U-Boote auf dem Aus- oder Rückmarsch von/zu den Basen an der von den Deutschen besetzten französischen Atlantikküste. Als der Suchverband sich mit der zur Ablösung anmarschierenden kanadischen 5th Support Group mit zwei britischen Fregatten und drei kanadischen Korvetten traf, wurden die alliierten Schiffe von zwölf Dornier Do 217 der II./KG.100 mit den neuen Fernlenkbomben und sieben Junkers Ju 88C der I./ZG.1 angegriffen. Landguard wurde durch drei Nahtreffer schwer beschädigt, Bideford erhielt von den angreifenden Maschinen einen Treffer, der jedoch nicht detonierte (1 Toter, etliche Verletzte). Die Hastings sicherte in der 37th Escort Group noch den für das Mittelmeer bestimmten Konvoi KMS27 vom Kanal bis Gibraltar und dann in der 39th EG (mit einer Fregatte und drei Korvetten) MKS28 auf der Strecke zurück. Im November 1943 wurde entschieden, die Hastings außer Dienst zu stellen. Sie wurde dann noch vom September 1944 bis zum Februar 1946 als Zielschiff für U-Boote genutzt und im April 1946 zum Abbruch verkauft. Obwohl wenig erfolgreich, war das Schiff mit den Battle Honours Atlantic 1940 bis 1943 und Biscaya 1943 ausgezeichnet worden.
Die bei Swan Hunter gebaute sechste Folkestone der Royal Navy wurde auf ihrer Ausreise kurz im Persischen Golf eingesetzt und traf im November 1931 auf der China Station ein, wo sie bis zum Mai 1939 im Einsatz blieb. Die Sloop wurde dann für einen geplanten Einsatz vor Neuseeland auf der Werft in Hongkong zu einem unbewaffneten Vermessungsschiff um- und abgerüstet. Der Kriegsausbruch verhinderte diesen Einsatz. Die vorhandene Besatzung bemannte örtliche Hilfsminensucher und die Werft in Hongkong rüstete die Sloop wieder auf. Im Januar war die Folkestone wieder einsatzbereit und wurde in die Heimat kommandiert, wo sie am 19. Februar 1940 eintraf. Das Schiff wurde der Sicherung der atlantischen Zufahrtswege zugeteilt. Die Sloop diente im Atlantik bei den Escort Groups 42, 44 und 56; für diese Einsätze erhielt die Folkestone die Battle Honours Atlantic 1940 bis 1944. Im September 1944 verlegte die alte, zuletzt aus Freetown eingesetzte Sloop wieder in die Heimat, wo sie außer Dienst gestellt und der Reserve zugeordnet wurde. Nach ihrer Nutzung für Bombentests wurde die Folkestone im Mai 1947 nach Milford Haven zum Abbruch verkauft.
Die ebenfalls bei Swan Hunter entstandene neunte Scarborough der Royal Navy wurde nach der Indienststellung der America and West Indies Station zugeteilt, wo sie im Juli 1938 ausschied. In der Heimat wurde die Sloop zu einem unbewaffneten Vermessungsschiff umgerüstet, das seinen Dienst im Mai 1939 vor Indien aufnahm. Beim Kriegsausbruch 1939 befand sich die Sloop zu einer geplanten Überholung in Singapur. Die Sloop kehrte nach Colombo in den (ost-)indischen Stationsbereich zurück und wurde für den Rückmarsch nach Großbritannien behelfsmäßig bewaffnet. Nach dem Rückmarsch durch das Mittelmeer traf die Scarborough im Januar 1940 wieder in der Heimat ein und wurde nach einer weiteren Ergänzung ihrer Bewaffnung beim Western Approaches Command zur Sicherung des über den Atlantik kommenden Schiffsverkehrs eingesetzt. Die Scarborough arbeitete dabei mit anderen Geleitfahrzeugen des Kommandos wie den alten Zerstörern Vanoc, Volunteer, Walker, Whirlwind, Wolverine, Campbell sowie der für Brasilien gebauten Havelock, den Sloops Wellington und Leith der Grimsby-Klasse, Fowey und Bideford der Shoreham-Klasse, dem Schwesterschiff Folkestone (L22) sowie Korvetten der Flower-Klasse zusammen. Die Scarborough wurde mit den Battle Honours Atlantic 1939–44, North Africa 1942, North Sea 1943, Normandy 1944 und Channel 1944 ausgezeichnet.
Im Frühjahr 1941 stellte die Scarborough zwei vom deutschen Hilfskreuzer Pinguin gekaperte norwegische Walfänger. Star XIX (249 BRT, 1929) und Star XXIV (361 BRT, 1937) wurden am 13. März auf der Position 44° 50′ N, 22° 0′ W entdeckt und leiteten vor der näherkommenden Sloop ihre vorbereitete Selbstversenkung ein. Die Sloop konnte nur noch die Besatzungen (acht Deutsche und 22 Norweger) aufnehmen, die mit Rettungsbooten ihre sinkenden Schiffe verlassen hatten. Der Erfolg war bescheiden, da man erfuhr, dass acht weitere Fangboote und die Fabrikschiffe Pelagos, Solglimt und später noch die Ole Wegger die britischen Sicherungseinheiten unentdeckt passiert hatten. Auch hatten sich alle von der Pinguin gekaperten Schiffe aus anderen Prisen der Deutschen versorgt. Am 5. April 1941 gelang es der Scarborough zusammen mit dem Zerstörer Wolverine, das U-Boot U 76 schwer zu beschädigen, das Auftauchen musste und sich auf 58° 35′ N, 20° 20′ W selbst versenkte. 42 Mann des sinkenden U-Boots wurde gerettet. Ab Oktober 1941 wurde die Sloop bei der 43rd Escort Group zwischen Großbritannien und Freetown eingesetzt und nahm – inzwischen mit Radar ausgerüstet – im November 1942 an der Operation Torch teil. Es folgten erneut Einsätze in der Konvoi-Sicherung in der 39th EG und ab Januar 1944 bei der 15th EG aus Belfast, die nach und nach mit in den USA gebauten Fregatten der Captain-Klasse ausgerüstet wurde. Diese neuen Fregatten aus den USA waren der Grund, dass die alten Sloops nach und nach aus dem aktiven Dienst der Navy ausschieden, da die Reparatur und Nachrüstung der älteren Sloops zu aufwendig wurde. Dennoch blieb die Scarborough während der Landung in der Normandie weiter im aktiven Einsatz. Zuerst verlegte das Schiff Bojen an den erkundeten Wegen zu den Landungsräumen in Zusammenarbeit mit Peilbooten des Trinity House. Ähnliche Aufgaben übernahmen auch die Sloops Rochester der Shoreham-Klasse und Londonderry der Grimsby-Klasse. Nach den ersten Tagen der Landung führte die Sloop den Einsatz leichter Seestreitkräfte im Kanal. Die Scarborough wurde noch im Juli 1944 aus dem aktiven Flottendienst entlassen und der Reserve zugeteilt. Das in Hartlepool aufgelegte Schiff wurde außer Dienst gestellt und der Reserve zugewiesen. Ein Verkauf an Interessierte gelang nicht. 1949 erfolgte dann der Verkauf zum Abbruch, der Anfang Juli 1949 in Thornaby-on-Tees begann.
| Name        | Pennant | Werft                   | Kiellegung | Stapellauf | in Dienst  | Schicksal |
| ----------- | ------- | ----------------------- | ---------- | ---------- | ---------- | --- |
| Folkestone  | L/U 22  | Swan Hunter (BauN°1405) | 21.05.1929 | 12.02.1930 | 26.03.1930 | Oktober 1944 außer Dienst, Mai 1947 zum Abbruch                                                                |
| Scarborough | L/U 25  | Swan Hunter (BauN°1406) | 28.05.1929 | 14.03.1930 | 31.07.1930 | August 1945 Reserve, Juli 1949 Abbruch                                                                         |
| Hastings    | L/U 27  | Devonport Dockyard      | 29.07.1929 | 10.04.1930 | 27.11.1930 | 19. November 1943 außer Dienst; September 1944 bis Februar 1946 Zielschiff für U-Boote, April 1946 zum Abbruch |
| Penzance    | L/U 28  | Devonport DY            | 29.07.1929 | 10.04.1930 | 15.01.1931 | versenkt vom deutschen U 37 am 24. August 1940 sw von Island, 90 Tote                                          |
| Hindustan   | L/U 80  | Swan Hunter (BauN°1413) | 30.09.1929 | 12.05.1930 | 10.10.1930 | 1948 an Pakistan, umbenannt in Karsaz, aber nicht eingesetzt, 1960 verschrottet                                |

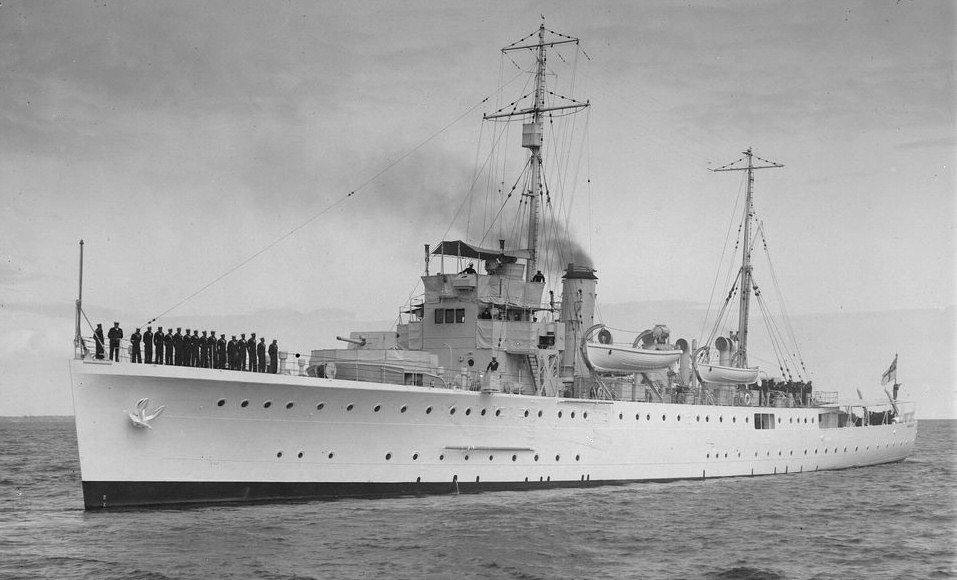
HMIS Hindustan

Ab dem 4. September 1929 entstand auf der Werft von Swan Hunter in Wallsend am Tyne eine Sloop, die am 12. Mai 1930 als Hindustan vom Stapel lief und am 10. Oktober 1930 von der Royal Indian Marine in Dienst gestellt wurde. Das Schiff war eine modifizierte und längere Version der Hastings-Klasse. Der Rumpf war 296 feet (ft) 4 Inches (in) (90,32 m) lang, 35 ft (10,67 m) breit und hatte einen Tiefgang von 11,5 ft (3,51 m). Die Standardverdrängung betrug 1190 long tons. Die Antriebsanlage entsprach den britischen Schiffen und ermöglichte der Hindustan eine Höchstgeschwindigkeit von 16 kn. Die Besatzung des Schiffes umfasste 119 Mann. Bewaffnet war das Schiff mit zwei 4-in-(102-mm)-Mk.IV-Kanonen, die nur gegen Ziele auf dem Wasser oder am Boden eingesetzt werfen konnten. Dazu verfügte die Sloop wie die britischen Halbschwestern über vier 3-pounder-(47-mm)-Salutgeschütze.
Zu Beginn des Zweiten Weltkriegs verlegte die Hindustan in den Persischen Golf, überwachte die Straße von Hormuz und wurde als Teil der East Indies Station der Royal Navy eingesetzt. Als im August 1940 Italien in Britisch-Somaliland einfiel, wurde die Hindustan nach Berbera kommandiert, gab drei ihrer 3-pdr-Geschütze zur Verteidigung an Land und sicherte den Abzug der Commonwealth Forces aus Berbera vom 15. bis 19. September 1940. Nach einer Überholung in Bombay (heute Mumbai) und Nachrüstung mit Sonar, wurde die Sloop als Teil der Eastern Fleet zur Sicherung einer Vielzahl von Konvois im Indischen Ozean und Persischen Golf eingesetzt. In der Schlussphase des Weltkriegs erfolgten Einsätze der Sloop bei den amphibischen Operationen der British Indian Army und British Army in Burma ab April 1945 Sloops (Operation Dracula). Bei der Meuterei von Teilen der Royal Indian Navy im Februar 1946 lag die Hindustan in Karachi und wurde von Meuternden besetzt. Die Meuterer ergaben sich erst nach einem kurzen Feuergefecht mit Fallschirmjägern, die von einer Batterie 75-mm-Haubitzen unterstützt wurden. Als 1948 die Unabhängigkeit verkündet wurde, fiel das Schiff an Pakistan, wo es in Karsaz umbenannt wurde, aber nicht eingesetzt wurde.

## Die Sloops der Shoreham-Klasse
1929 bestellte die Royal Navy zehn weitere Sloops eines erneut abgewandelten Entwurfs mit einem etwa 4,5 m längeren Rumpf. Auf den Staatswerften Chatham und Devonport wurden nur acht der bestellten Fahrzeuge fertiggestellt. Fowey, Shoreham und Bideford verlegten nach Ostindien, wo sie ältere Sloops sowie Hastings und Penzance ablösten. Die Rochester verlegte nach ihrer Fertigstellung als erste Neubau-Sloop nach Südafrika. Von der zweiten Serie verlegten Weston und Milford auch zur Africa Station. Die Falmouth kam zur China Station und die als letzte fertiggestellte Dundee kam zur America and West Indies Station auf Bermuda. Bis zum Zweiten Weltkrieg verlegten von der Africa Station im Sommer 1935 die Weston ins Rote Meer und im Sommer 1939 die Rochester nach Ostindien, wo sie die nach China gehende Bideford ersetzte.
In der Bewaffnung unterschieden sich die neuen Sloops nicht von ihren Vorgängern; allerdings verfügte die Shoreham schon 1934 über zwei 102-mm-Kanonen mit Luftabwehrfähigkeit und auch die anderen Schiffe der Klasse wurden bis 1939 entsprechend nachgerüstet. Dazu kam der Einbau einen schweren Fla-MG-Vierlings der Bauart Vickers. Beim Kriegsausbruch 1939 erfolgte die Abgabe der Hotchkiss-Salutgeschütze und die Verstärkung der U-Boot-Abwehrwaffen um zwei Wasserbombenwerfer und die Verstärkung des Vorrats auf 40 Bomben. Ab 1941 erfolgte die Ausrüstung der Sloops mit Oerlikon-Geschützen sowie Radar. Nur die Fowey führte ab 1943 auch einen Hedgehog-Werfer. Der Wasserbombenvorrat für schließlich vier Werfer und zwei Ablaufschienen erhöhte sich bis zum Kriegsende auf 90 Wasserbomben. Beim Kriegsende hatten nur die seit Jahren im Osten dienende Shoreham und die als Hilfsschiff der Navigationsschule dienende Rochester eine erheblich abweichende Bewaffnung.

### Einsätze und Ehrungen der Schiffe
Shoreham (ursprünglich L32, ab Mai 1940 U32) lief am 22. November 1930 auf der Marinewerft in Chatham vom Stapel. Die Sloop, die ihre bisherige Dienstzeit als Stationär im Persischen Golf verbracht hatte, wurde nach dem Ausbruch des Weltkriegs in das Rote Meer verlegt. Nach dem Kriegseintritt Italiens gehörte sie zu den dort gegen die italienische Flotte eingesetzten Einheiten der Royal Navy und war am 23. Juni 1940 mit den Zerstörern Kandahar, Khartoum und Kingston an der Versenkung des italienischen U-Boots Torricelli beteiligt. Ab August 1941 wurde die Shoreham bei der alliierten Besetzung Irans eingesetzt und blockierte dessen Kriegsschiffe in Abadan und versenkte das Kanonenboot Palang (950 t, Dieselantrieb, 1932 von Italien geliefert). Vom Februar bis zum September 1943 wurde die Sloop bei der Mittelmeerflotte eingesetzt und nahm an der alliierten Invasion Siziliens teil. Danach kehrte die Shoreham wieder zur Eastern Fleet zurück, bei der sie bis zum VJ Day eingesetzt wurde. Shoreham kehrte 1946 nach Großbritannien zurück und wurde 1950 zum Abbruch verkauft. Für ihre Einsätze wurde die Sloop mit den Battle Honours Sicily 1943, Mediterranean 1943, Burma 1944–45 ausgezeichnet. Die in den letzten Kriegsjahren in Südafrika überholte Sloop verfügte zum Kriegsende nur über ein 102-mm-Buggeschütz, eine einzelne 40-mm-L/39-Flak, drei einzelne 20-mm-Oerlikon-Kanonen, zwei schwere Vickers-Vierlings-MG sowie die übliche Wasserbomben, Radar und Sonarausstattung der Klasse. Sie verblieb 1945 im Osten, um nach einer Überholung in Bombay als Stationär im Persischen Golf eingesetzt zu werden. Im September 1946 kehrte die Sloop nach 15 Jahren Auslandseinsatz nach Großbritannien zurück und wurde außer Dienst gestellt. Ein geplanter Umbau für eine zivile Nutzung kam nicht zustande und der Abbruch des Schiffes begann noch 1946 in Zeebrugge.
Fowey (L/U 15) lief als erstes Schiff der Klasse am 4. November 1930 auf der Marinewerft in Devonport vom Stapel. Die seit ihrer Fertigstellung zur East India Station gehörende Sloop befand sich beim Kriegsausbruch zu Reparaturen in Bombay. Durch das Mittelmeer verlegte die Sloop ab Mitte September 1939 nach Freetown zur Sicherung des alliierten Schiffsverkehrs und zur Kontrolle der Seegebiete nach deutschen Schiffen oder Handelsschiffen mit Ladungen für Deutschland. Vom 2. bis zum 18. Dezember sicherte die Fowey den Konvoi SL 11 von Freetown nach Southampton, den sie in den britischen Küstengewässern verließ, um in einer Werft gewartet zu werden. Am 30. Januar 1940 war die Sloop an der Verfolgung von U 55 vom Typ VII B zusammen mit dem Zerstörer Whitshed sowie den französischen Großzerstörern Valmy und Guépard sowie einem Sunderland-Flugboot der 228. Squadron beteiligt. Das deutsche U-Boot versenkte sich schließlich auf 48°37' N 07°46' W selbst, die Besatzung wurde bis auf den Kommandanten gerettet. Die Sloop blieb weiter in der U-Boot-Abwehr im Atlantik im Einsatz, wurde regelmäßig modernisiert und war zuletzt ab Januar 1945 zur Sicherung von Konvois im britischen Küstenverkehr im Einsatz. Ab Juni 1945 war das in Stranraer stationierte Schiff an der Sicherung der nach der Kapitulation übergebenen deutschen U-Boote beteiligt. Eine 1946 geplante Weitergabe des Schiffs an Ägypten scheiterte. Das mit der Battle Honour Atlantic 1939–1945 ausgezeichnete Schiff wurde im Oktober 1946 an private Eigner verkauft und nach kurzer Dienstzeit als Rowlock 1950 in Mombasa abgewrackt.
Bideford (L/U 43) lief in Devonport am 1. April 1931 vom Stapel und wurde am 27. November 1931 von der Navy übernommen. Sie verlegte dann in den Persischen Golf und wurde während ihres Einsatzes dort dreimal in Colombo und einmal in Bombay überholt. Von August bis Dezember 1938 erfolgte eine Grundüberholung der Bideford in Malta mit einer Umbewaffnung. Das Schiff kehrte auf seine Station am Persischen Golf zurück, wurde dann aber im Mai/Juni 1939 nach Hongkong zur China Station verlegt. Nach dem Kriegsausbruch folgten Überwachungsaufgaben im Fernen Osten, bis das Schiff im Dezember in die Heimat befohlen wurde. Die letzte Etappe der Rückreise war vom 5. bis zum 15. Januar 1940 die Sicherung des Konvois HGF 14 von Gibraltar in die Heimat zusammen mit der Sloop Aberdeen und dem Zerstörer Vidette. Nach einer kurzen Überholung war die Sloop meist auf dieser Strecke im Einsatz. Am 28. Mai traf die Sloop in Dover mit dem Konvoi HG.31F aus Gibraltar ein und sollte eigentlich einen Gegenkonvoi übernehmen.

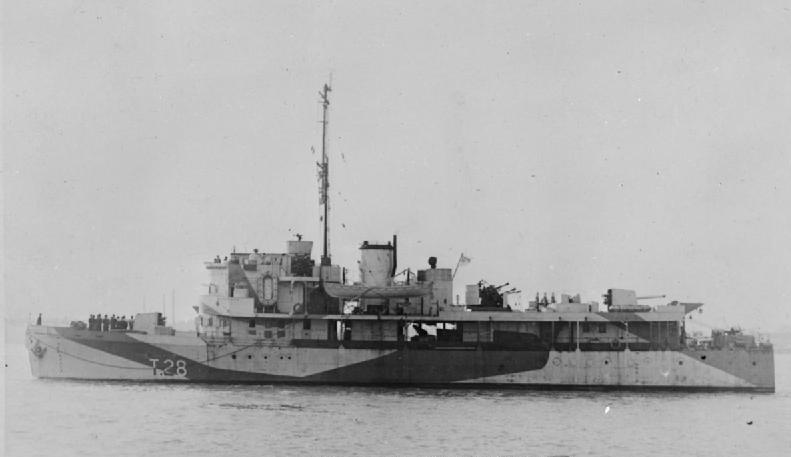
Das Kanonenboot Locust,
Retterin der Bideford 1940

Sie wurde nach Dünkirchen kommandiert, um an der Evakuierung britischer Truppen vom Festland teilzunehmen. Schon auf dem Anmarsch wurde das Schiff von einer deutschen Fliegerbombe getroffen, die 40 feet des Hecks abriss. 16 Mann der Besatzung und 12 „Passagiere“ kamen bei dem Bombenangriff ums Leben. Die Bideford wurde auf Grund gesetzt, um nicht zu sinken. Der Minensucher Kellett ging längsseits und übernahm alle nicht benötigten Besatzungsmitglieder und Passagiere. Zwei aus England entsandte Schlepper fanden die schwerbeschädigte Sloop nicht. Das Kanonenboot Locust entdeckte schließlich den Havaristen, konnte ihn abschleppen und brachte ihn – zuletzt von zwei Schleppern unterstützt – in 36 Stunden nach Dover ein. Die Sloop wurde bis zum 15. April 1941 in Portsmouth repariert und dann nach Greenock verlegt, um an Konvois von und nach Freetown eingesetzt zu werden. Am 3. September 1941 nahm sie die 63 Mann des torpedierten Motorschiffs Edward Blyden (5003 BRT, 1930) auf. Anfang 1942 bildete die Bideford mit den Sloops Londonderry der Grimsby-Klasse sowie Landguard, Lulworth und Culver der Banff-Klasse (ehemalige Lake-Klasse-Kutter der United States Coast Guard) die 40th Escort Group. Während der Sicherung eines Geleits für die bevorstehende Landung der Alliierten in (Französisch-Nordafrika) entdeckte die Bideford am 31. Oktober 1942 ein Rettungsboot. Die Sloop erhielt die Erlaubnis, die Schiffbrüchigen an Bord zu nehmen. Die 31 Geretteten blieben die einzigen Überlebenden des von U 575 am 29. Oktober versenkten (Westafrika-)Liners Abosso (11.330 BRT, 1935); 362 weitere Mitreisende des Einzelfahres blieben verschollen.
Im August 1943 war die Bideford am 23. in der 40th EG mit den Fregatten Exe, Moyola und Waveney der River-Klasse sowie den Sloops Landguard und Hastings zwischen Kap Finisterre und Kap Ortegal zur Jagd nach ein- und ausmarschierenden deutschen U-Booten von und zu den Stützpunkten in Frankreich eingesetzt und sollte am 25. von der kanadischen 5th Support Group mit zwei britischen Fregatten und drei Flower-Korvetten abgelöst werden, als überraschend zwölf Do-217-Bomber der II./KG.100 mit den neuen Fernlenkbomben Henschel HS 293 sowie sieben Ju-88C-Langstreckenjäger der I./ZG.1 angegriffen. Durch einen Treffer ohne Explosion und drei Nahtreffer der ferngelenkten Bomben wurden ein Matrose getötet und 16 Mann schwerverletzt.
Nach der notwendigen Reparatur kam die Sloop zur 41st EG und wurde bis ins Frühjahr 1944 zwischen dem Vereinigten Königreich und Westafrika eingesetzt. Es folgten Einsätze bei der 44th EG im Mittelmeer. Nach einer dreimonatigen Überholung in den ersten drei Monaten 1945 wurde die Sloop zuletzt zur Sicherung der südwestlichen Zufahrten zu den britischen Inseln eingesetzt, dann aber im Juni 1945 außer Dienst gestellt sowie in Milford Haven aufgelegt. Da eine weitere Nutzung nicht gefunden wurde, erfolgte dann dort der Abbruch des Schiffs. Für ihre Einsätze im Zweiten Weltkrieg wurde die Bideford mit den Battle Honours Atlantic 1939–45, Dunkirk 1940, North Africa 1942, Biscay 1943 und English Channel 1945 ausgezeichnet.

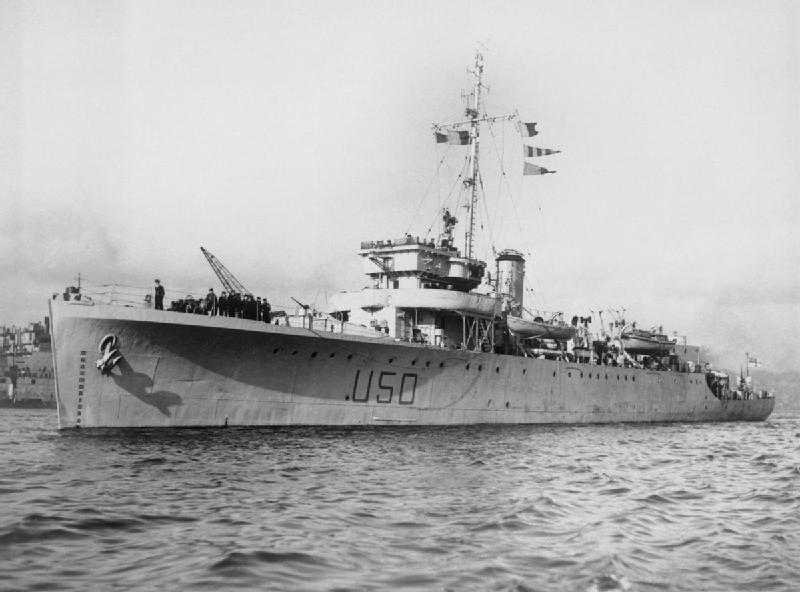
Die zum Schulschiff umgerüstete Rochester

Rochester (L/U 43), die zweite auf dem Chatham Dockyard entstehende Sloop der Klasse lief am 16. Juli 1931 vom Stapel und wurde nach ihrer Fertigstellung im März 1932 als erste der neuen Sloops auf die Afrika Station verlegt. Gleichzeitig waren am Kap die Sloops Verbena und Delphinium der Arabis-Gruppe der Flower-Klasse des Ersten Weltkriegs stationiert, die jetzt durch Neubauten ersetzt werden sollten. Dazu befanden sich die Kreuzer Carlisle und Cardiff – als Flaggschiff – auf der Station, deren Arbeitsgebiet von Freetown in Westafrika bis nach Kenia in Ostafrika reichte. Im Frühsommer 1939 verlegte die Rochester in den Persischen Golf; beim Ausbruch des Zweiten Weltkriegs befand sich die Sloop vor der Insel Masira. Die Sloop kehrte in die Heimat zurück und sicherte dabei zuletzt den Konvoi SL 32 im Dezember 1939. Nach einer Überholung wurde die Sloop im März 1940 der 2nd Escort division für die Western Approaches zugeteilt und zwischen dem Vereinigten Königreich und Freetown eingesetzt. Das regelmäßig nachgerüstete Schiff kam dann zur 37th Escort Group im Juli 1941, später zur 43rd EG sowie zur 39th EG und war mehrfach an U-Boot-Versenkungen beteiligt. Sie wurde mit mehr und besseren Radargeräten sowie einer Huff-Duff-Anlage ausgestattet und sicherte zeitweise auch die alliierte Landung in Nordafrika (Operation Torch). Nach Einsätzen während der Invasion in der Normandie blieb die Sloop bis November 1944 im Englischen Kanal, um dann zu einem Schulschiff für die Portsmouth Navigation School, HMS Dryad, umgebaut zu werden. Dort war die Rochester als Navigationsschulschiff von März 1945 bis zum September 1949 im Einsatz, um dann 1951 abgewrackt zu werden. Für ihre Dienste im Zweiten Weltkrieg wurde die als Schulschiff nur noch mit sieben einzelnen 20-mm-Oerlikon-Kanonen bewaffnete Sloop mit den Battle Honours Atlantic 1939–45, North Africa 1942 und Normandy 1944 ausgezeichnet.
Falmouth (L/U 34) lief am 19. April 1932 in Devonport als elftes Schiff der Navy mit diesem Namen vom Stapel. Zuletzt hatte ihn ein Leichter Kreuzer getragen, der am 20. August 1916 von einem deutschen Unterseeboot versenkt worden war. Die neue Falmouth wurde nach ihrer Fertigstellung im Oktober 1932 der China Station zugeteilt, wo sie zuerst als Yacht des Befehlshabers diente. Ab 1936 war Frederick „Jonny“ Walker, im Krieg der bekannteste U-Boot-Abwehr-Kommandant, Kapitän der Sloop. Das beim Kriegsbeginn in Hongkong stationierte Schiff verlegte im Mai 1940 auf die East India Station und war beim Kriegsausbruch mit Italien im Persischen Golf eingesetzt. Am 26. Juni versenkte die Sloop vor dem Golf das italienische U-Boot Galvani der Brin-Klasse. Die Sloop nahm dann an der alliierten Besetzung des Iran teil, bei der sie Truppen nach Khorramshahr transportieren sollte. Sie fiel jedoch zeitweise aus, da sie im Shatt al-Arab auf Grund lief. November/Dezember 1941 war die Sloop im östlichen Mittelmeer im Einsatz, kehrte dann aber wieder in den Indischen Ozean zurück, um bis 1945 zu Geleitaufgaben eingesetzt zu bleiben, die durch viele Reparaturen unterbrochen wurden. Beim alliierten Vormarsch in Burma 1945 war sie nicht beteiligt, wurde aber nach dem Zusammenbruch Japans kurz an der Suche nach alliierten Gefangenen in Niederländisch-Indien eingesetzt und versah anschließend wieder Stationsdienst im Persischen Golf. Die Falmouth war eine der wenigen Einheiten der Flotte, die nicht mit einem Battle Honour ausgezeichnet wurde. Die Ende 1946 wieder in die Heimat zurückgekehrte Sloop ab Januar 1952 als RNVR Drill Ship Calliope der Tyne Division der Reservisten, bis sie im April 1968 zum Abbruch verkauft wurde.
Milford (L/U 51) lief am 11. Juni 1932 als zweites Schiff der zweiten Bestellung von Sloops der Shoreham-Klasse vom Stapel. Die im Dezember 1932 fertiggestellte Sloop wurde wie ihr zuvor fertiggestelltes Schwesterschiff der Africa Station zugeteilt und übernahm dort auch wissenschaftliche Aufgaben wie bei einem Besuch von Bouvet Island im Südsommer 1934 oder einem Besuch von Tristan da Cunha 1938, bei denen auch Vermessungsarbeiten durchgeführt wurden. Am 28. März 1938 nahm die Milford formal die Gough-Insel im Südatlantik für Großbritannien in Besitz.
Beim Ausbruch des Zweiten Weltkriegs wurde die Africa Station in Commander-in-Chief South Atlantic umbenannt. Die Milford kam auf die geplante Kriegsstation Freetown in Sierra Leone und sicherte Konvois zwischen Südafrika und Gibraltar, Routineüberholungen fanden in Simonstown statt. Ab dem 7. Juli 1940 war die Milford mit dem kleinen Träger Hermes und den schweren Kreuzern Dorsetshire und Australia vor Dakar, um die dortigen Marineeinheiten (insbesondere das Schlachtschiff Richelieu) zum Übertritt auf die Seite der Alliierten zu bewegen, zumindest aber eine Neutralitätserklärung zu erhalten. Nach dem britischen Angriff auf die französische Flotte bei Mers-el-Kébir (Operation Catapult) waren die Franzosen jedoch nicht verhandlungsbereit und verweigerten der mit einem Emissär nach Dakar entsandten Milford die Einfahrt in den Hafen. Luftangriffe von Maschinen der Hermes beschädigten dann das französische Flaggschiff erheblich. Auch ein weiterer Angriff mit freien Franzosen auf Dakar am 23. September 1940 (Operation Menace), an dem die Milford beteiligt war, scheiterte. Ab Anfang November bis in den Dezember war die Sloop dann mit den Kreuzern Delhi und Devonshire zur Unterstützung der Freien Franzosen vor Libreville im Einsatz. Am 8. konnte die Sloop das französische U-Boot Poncelet der Redoutable-Klasse versenken, das von einem Bordflugzeug der Devonshire entdeckt worden war. Im Dezember übernahm die Sloop wieder Geleitaufgaben im Südatlantik. In der Folgezeit war sie auch häufiger noch im Indischen Ozean im Einsatz. Eine 1942 erforderliche Werftliegezeit wurde auf der Marinewerft in Rio de Janeiro durchgeführt; die notwendige nächste Überholung 1943 erfolgte am Clyde. Die überholte Sloop wurde im September in der 40th Escort Group zusammen mit der indischen Sloop Kistna, je zwei River-Fregatten und Flower-Korvetten sowie dem Hilfsträger Rapana letztmals zur Sicherung eines Doppel-Konvois aus Sierra Leone und Gibraltar mit 62 Handelsschiffe eingesetzt (SL 139/MKS). Der Geleitzug wurde östlich der Azoren von deutschen Fernaufklärern gefunden sowie begleitet und nach und nach von 18 deutschen U-Booten angegriffen, von denen drei verloren gingen. Die Konvoi-Sicherung wurde zeitweise durch drei Supportgroups (7th Support Group mit drei Black-Swan-Sloops und drei Fregatten, 5th SG mit zwei Fregatten und fünf Korvetten, 4th SG mit sechs Fregatten) sowie den Hilfskreuzer Prince Robert und zwei Zerstörer der W-Klasse und Flugzeuge verstärkt. Der Konvoi war zuletzt Ziel einer Gruppe von 25 He-177-Bombern der II./KG40 mit Hs-293-Lenkwaffen, die ein Handelsschiff versenkten und eines schwer beschädigten. Darüber hinaus hatte U 515 250 Seemeilen ostnordöstlich der Azoren-Insel São Miguel die Sloop Chanticleer mit einem Zaunkönig-Torpedo getroffen. Ihr Heck wurde abgerissen, die Sloop konnte aber nach Ponta Delgado eingeschleppt werden. 28 Mann der Chanticleer starben, das Wrack wurde bis zum Kriegsende auf den Azoren als Wohnschiff genutzt und nach dem Kriegsende in Portugal abgebrochen.
Der schlechte Zustand der Schiffes führte im Dezember zur Außerdienststellung der Milford, die vorerst in Ardrossan aufgelegt wurde. Im Frühjahr 1944 wurde entschieden, die alte Sloop als Begleit- und Zielschiff bei der 10th Submarine Flotilla einzusetzen. Der notwendige Umbau erfolgte auf einer Privatwerft ab Mai 1944, wo die U-Abwehr-Bewaffnung entfernt wurde und neben normalen Unterhaltungsarbeiten auch ein Kran zur Aufnahme von Übungs-Torpedos installiert wurde. Im Oktober 1944 nahm die alte Sloop als Begleitschiff der 10thSubFlo in Rothsay auf. Im Dezember 1945 erfolgte nach einer Überholung am Clyde die Versetzung der Sloop zur 7th SubFlo in Portsmouth; schon 1946 erfolgte die Versetzung der Milford zur Reserve, 1949 kam das Schiff auf die Disposal List in 1949. Die Sloop wurde zum Abbruch verkauft, der ab Juli 1949 in Cornwall erfolgte. Für den Einsatz im Krieg wurde die Sloop mit der Battle Honour Atlantic 1940–1944 ausgezeichnet.
Weston (L/U 72) lief kurz nach dem Schwesterschiff am 23. Juli 1932 vom Stapel. Nach ihrer Indienststellung im Februar 1933 wurde die Sloop der Africa Station zugeteilt, wo nach ihr der Schwere Kreuzer Dorsetshire als neues Flaggschiff der Station eintraf. Neben den nunmehr drei Sloops verfügte die Station noch über den Kreuzer Carlisle. Im August 1935 wurde die Sloop aus Simonstown abgezogen und der Station im Roten Meer zugeteilt, wo sie bis zum Februar 1939 verblieb. Beim Kriegsbeginn 1939 stand die Sloop in der Heimat zur Verfügung und wurde zu Sicherungsaufgaben herangezogen. Am 31. Mai 1940 wurde zwang sie östlich von Lowestoft durch Wasserbomben U 13 (Typ IIB) zum Auftauchen. Das beschädigte U-Boot wurde dann im Artilleriefeuer der Weston von seiner Besatzung auf 52° 26′ N, 2° 2′ O selbstversenkt. Die gesamte Besatzung von 26 Mann wurde von den Briten gerettet. Nach einem Jahr an der Ostküste wurde die Sloop 1941 für die Sicherung von Atlantik-Konvois auf dem letzten Teilstück zu den britischen Inseln eingesetzt, ehe sie im Oktober 1941 der 42nd EG zugeteilt wurde, die Konvois von und nach Westafrika sicherte. Während dieser Einsätze wurde die Sloop ständig nachgerüstet und mit Huff-Duff, Hedgehog und einem VHF-Funktelefon ausgerüstet. Im Anschluss an eine Werftliegezeit verblieb die Sloop im März 1945 in der Heimat und sicherte den holländischen Minenleger Willem van der Zann beim Ausbringen einer Minensperre gegen Schnorchel-U-Boote in den westlichen Zufahrten zum Kanal. Im Mai 1945 wurde die Weston dann außer Dienst gestellt und 1947 zum Abbruch verkauft. Für ihre Kriegseinsätze wurde die Sloop mit den Battle Honours North Sea 1940, Atlantic 1940–44 und English Channel 1945 ausgezeichnet.
Dundee lief in Chatham am 20. September 1932 als letzte der kleinen Vorkriegs-Sloops mit 4-in-Geschützen vom Stapel. Nach ihrer Indienststellung im März 1933 verlegte die Sloop auf die North America and West Indies Station mit Hauptstützpunkt in Bermuda. Auf der Station befanden sich bereits die Sloop Scarborough der Hastings-Klasse, die Schweren Kreuzer York (Flaggschiff) und Norfolk sowie die älteren Leichten Kreuzer der 8th Light Cruiser Squadron mit Dauntless, Danae und Dragon. Die 1938 zuletzt überholte Sloop kontrollierte im Herbst 1939 nach dem Kriegsausbruch den Handelsverkehr um Trinidad. Nach einer Überholung im August 1940 in Bermuda wurde die Sloop im September 1940 als Sicherung für den Konvoi SC 3 nach Großbritannien eingeteilt und schloss sich dem Geleitzug in Sydney (Nova Scotia) an, der am 10. in See ging. Auf 56° 45′ N, 14° 1′ W wurde die Sloop westlich von Irland vom deutschen U 48 torpediert und sank. Sechs Offiziere und sechs weitere Besatzungsmitglieder starben. Drei Handelsschiffe und der Zerstörer Wanderer übernahmen die Überlebenden.
| Name      | Pennant | Marine-Werft | Kiellegung | Stapellauf | in Dienst  | Schicksal |
| --------- | ------- | ------------ | ---------- | ---------- | ---------- | --- |
| Shoreham  | L/U 32  | Chatham      | 19.12.1929 | 22.11.1930 | 02.11.1931 | Oktober 1946 verkauft zur zivilen Nutzung                                                                            |
| Fowey     | L/U 15  | Devonport    | 24.03.1930 | 04.11.1930 | 11.09.1931 | August 1945 Reserve, Juli 1949 Abbruch                                                                               |
| Bideford  | L/U 43  | Devonport    | 10.06.1930 | 01.04.1931 | 27.11.1931 | im August 1943 durch Henschel Hs 293 beschädigt, September 1947 verkauft                                             |
| Rochester | L/U 50  | Chatham      | 24.11.1930 | 16.07.1931 | 24.03.1932 | an den Versenkungen von U 94, U 204, U 82, U 213, U 135 beteiligt, 1945–49 Navigations-Schulschiff, 1951 abgebrochen |
| Falmouth  | L/U 34  | Devonport    | 31.08.1931 | 19.04.1932 | 27.10.1932 | 1952 stationäres Übungsschiff Calliope der RNVR, 1968 Abbruch                                                        |
| Milford   | L/U 51  | Devonport    | 14.09.1931 | 11.06.1932 | 22.12.1932 | Juni 1949 zum Abbruch verkauft                                                                                       |
| Weston    | L/U 72  | Devonport    | 07.09.1931 | 23.07.1932 | 23.02.1933 | versenkte U 13 in der Nordsee. Mai 1947 zum Abbruch verkauft                                                         |
| Dundee    | L/U 84  | Chatham      | 01.12.1931 | 20.09.1932 | 31.03.1933 | als Geleitsicherung am 15. September 1940 durch U 48 versenkt.                                                       |

## Die Nachbauten für Portugal

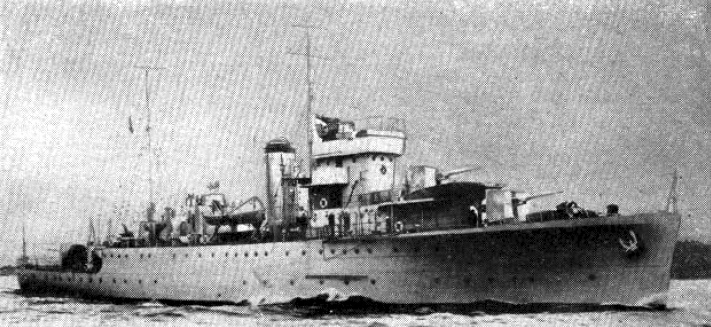
Die Gonçalo Velho in den 1940ern

1933 lieferte Hawthorn Leslie zwei ähnliche Sloops an die portugiesische Marine. Die als Avisos II. Klasse eingestuften Schiffe waren aus den Sloops der Bridgewater-Klasse entwickelt worden. Abweichend von den britischen Halbschwestern erhielten die Exportschiffe drei 120-mm-L/50-Kanonen vom Typ Vickers-Armstrong Mk.G, die den britischen Kanonen weitgehend entsprachen und mit denen auch die portugiesischen Zerstörer der Vouga-Klasse ausgerüstet waren.
 Dazu kamen vier 40-mm-L/39-2pdr-Mk.II und zwei Abwurfschienen für Wasserbomben. Der Treibstoffvorrat der portugiesischen Schiffe war mit 470 Tonnen größer als bei den britischen Schiffen und gab ihnen einen Fahrbereich von 6000 Seemeilen bei 10 Kn.
 Zu weiteren Einzelheiten und der Einsatzgeschichte siehe Gonçalo Velho und Gonçalves Zarco.